# Logout
Logout es una serie de televisión producida por Guillermo del Bosque y Carlos Munguía para Telehit en el año 2015. La serie trata de los crímenes cometidos por internet a través de la red profunda o Deep Web; es protagonizada por Darío Ripoll, Alan Alarcón, Laura Montijano, Natalia Téllez, Lili Gorett y Fernando Leal. Consta de 13 episodios. Se estrenó el martes 5 de mayo de 2015 y se transmitió semanalmente hasta finalizar el martes 28 de julio de 2015. 
El 7 de julio de 2016 se estrenó una segunda temporada titulado LOGIN que consta de 15 capítulos, la nueva temporada trata de la alianza que deben hacer la detective Martínez, Diego Dantes y Armonía para atrapar a un asesino serial que publica videos de la muerte de sus víctimas en la Deep Web.

## Argumento
Diego Dantés (Alan Alarcón) ha estado 15 años preso injustamente por el asesinato de su familia e intenta rehacer su vida, pero al descubrir que su hermana Camila (Laura Montijano) sigue viva y atrapada en una red de prostitución, empieza a trabajar para Armonía (Darío Ripoll), un criminal de la Deep Web, a cambio de que él le ayude a buscar a Camila.
Los agentes García y Martínez (Lili Gorett) hacen que Diego asista a sesiones de Narcóticos Anónimos, donde conoce a Felicia (Natalia Téllez), ambos se enamoran, pero ella oculta que pertenece a una organización de la Deep Web.
Cuando Diego encuentra a Camila se reúnen con Rolando Ramírez, un viejo amigo de Diego, quien mata repentinamente a Camila y deja herido a Diego, revelándose entonces que Rolando era en realidad "Rey de Reyes" dueño de Dark Trade, la organización criminal más importante de la Deep Web y enemigo de "Armonía".
Tras recibir un gran ataque, "Armonía" queda completamente solo junto a Diego y planean vengarse de "Rey de Reyes", así que hacen caer su imagen de empresario respetable y revelan que es un criminal.
Finalmente, García muere en un enfrentamiento con sicarios de "Rey de Reyes" y Diego es arrestado por Martínez, pero él y "Armonía" negocian con ella y le ayudan a atrapar a "Rey de Reyes"; entonces dos sicarios de Rolando secuestran a Diego y  disparan a "Armonía", supuestamente  matándolo. La agente Martínez (Lili Gorett) da con el escondite de "Rey de Reyes", este toma como rehén a Diego y hay un intercambio de disparos.
Al final, se ve a Martínez visitando la tumba de Diego y a "Armonía", que en realidad tenía puesto un chaleco antibalas cuando recibió los disparos, leyendo en un periódico la noticia de la muerte de Rolando Ramírez, "Rey de Reyes.

## Elenco
- Darío Ripoll... ´´Armonía´´
- Alan Alarcón... ´´Diego Dantés´´
- Laura Montijano... ´´Camila Dantés´´
- Natalia Téllez... ´´Felicia´´
- Lili Gorett... ´´Agente Mónica Martínez´´
- Fernando Leal... ´´Agente García´´
- Ruy Oviedo... ´´El Cuervo´´

## Personajes
| Personaje              | Descripción |
| ---------------------- | --- |
| ¨Armonía¨              | Es un fixer de la Deep Web (es decir un facilitador de servicios criminales), dueño de su propia organización, crece tanto en el mundo de los delitos que se vuelve en un problema para ¨Rey de Reyes¨ y se convierten en enemigos. Diego le pide de ayuda para encontrar a Camila a cambio de trabajar para él. Cuando pierde a todos sus colaboradores, hace una alianza con Diego. Al final finge su muerte, haciendo que falsos sicarios de ¨Rey de Reyes¨ le disparen, pero trae puesto un chaleco antibalas. |
| Diego Dantés           | Cuando era adolescente, se volvió adicto a las drogas y por un ajuste de cuentas, asesinan a su familia y él es inculpado. Al salir de la cárcel 15 años después, trata de rehacer su vida, pero descubre que su hermana está viva y atrapada en una red de prostitución. Comienza a trabajar para ¨Armonía¨ a cambio de recibir información de Camila. Los agentes García y Martínez lo obligan a ir a Narcóticos Anónimos, donde conoce a Felicia, quien trabaja para otra organización de la Deep Web. Se enamora de ella, pero también se siente atraído por la agente Martínez. Tras encontrar a Camila, se reúne con su amigo Rolando, pero este asesina a su hermana. Vuelve a unirse a ¨Armonía¨ para vengarse. Es asesinado por Rolando. |
| Camila Dantés          | Hermana de Diego. Es reclutada por una red de prostitución y ahí es retenida por 15 años, siendo explotada por ¨El Fresco¨, se vuelve amiga de Fernando, uno de los sicarios de ¨El Fresco¨ que está enamorado de ella. Después de ser rescatada por Diego, es asesinada por Rolando. |
| Felicia                | Novia de Diego. Mano derecha de ¨Pandora¨, socia de ¨Rey de Reyes¨. Cuando Diego la descubre, rompen su relación, pero ella le sigue ayudando a Diego y por eso, es asesinada por orden de ¨Pandora¨, además es cocinada y comida por la misma ¨Pandora¨. |
| Agente Mónica Martínez | Es una policía dedicada a su trabajo. Se enamora de Diego y poco a poco va entendiendo que no se puede combatir al crimen totalmente en el marco de la ley. Al final, mata Rolando y luego se le ve visitando la tumba de Diego. |
| Agente García          | Es un buen policía que a veces sabe que hay que romper las reglas para atrapar criminales. Su hija fue víctima de pedofilia y por eso, tiene rencor a los violadores. Al final, muere en un enfrentamiento con sicarios de ¨Rey de Reyes¨. |
| ¨El Cuervo¨            | Es el asesino de los padres de Diego. ¨Armonía¨ se lo entrega a Diego y este lo tortura y lo deja varios días encerrado en el sótano de su casa hasta que decide matarlo. |

## Capítulos
| Capítulo | Fecha de transmisión |
| 1        | 5 de mayo de 2015    |
| 2        | 12 de mayo de 2015   |
| 3        | 19 de mayo de 2015   |
| 4        | 26 de mayo de 2015   |
| 5        | 2 de junio de 2015   |
| 6        | 9 de junio de 2015   |
| 7        | 16 de junio de 2015  |
| 8        | 23 de junio de 2015  |
| 9        | 30 de junio de 2015  |
| 10       | 7 de julio de 2015   |
| 11       | 14 de julio de 2015  |
| 12       | 21 de julio de 2015  |
| 13       | 28 de julio de 2015  |

- Datos: Q20751354